# سحار ألومينيومي
سحار ألومينيومي أو تترب الرئة الألوميني (بالإنجليزية: Aluminosis)‏ هو مرض رئوي مقيد يسببه التعرض للغبار الحامل للألمنيوم، ويمكن الكشف عنه باستخدام التصوير المقطعي عالي الدقة.